# Саг Харбор (Њујорк)
Саг Харбор (енгл. Sag Harbor) град је у америчкој савезној држави Њујорк.

## Демографија
По попису из 2010. године број становника је 2.169, што је 144 (-6,2%) становника мање него 2000. године.
| Група             | 2000.         | 2010.         |
| Белци             | 1.885 (81,5%) | 1.654 (76,3%) |
| Афроамериканци    | 172 (7,4%)    | 157 (7,2%)    |
| Азијати           | 22 (1,0%)     | 31 (1,4%)     |
| Хиспаноамериканци | 169 (7,3%)    | 285 (13,1%)   |
| Укупно            | 2.313         | 2.169         |